# Veritas (motoryzacja)
Veritas – niemieckie przedsiębiorstwo produkujące samochody sportowe i wyścigowe, założone przez Ernsta Loofa, Georga Meiera i Lorenza Dietricha, funkcjonujące w latach 1947–1953 jako Veritas, a później Veritas-Nürburgring.

## Historia
Przed II wojną światową Ernst Loof był członkiem oddziału wyścigowego BMW, a także szefem oddziału projektowego, odpowiedzialnego między innymi za projekt BMW 328 Mille Miglia. Tuż po wojnie Loof zakupił taki samochód, a Hermann Lang wygrał w nim pierwszy powojenny wyścig samochodowy – wyścig górski w Ruhestein w 1946 roku. W tym czasie Loof kupował zniszczone BMW 328, na podstawie których budował samochody wyścigowe. Jego partnerami byli Lorenz Dietrich – były dyrektor BMW, oraz Georg Meier – kierowca motocyklowy, który przed wojną brał udział także w kilku wyścigach Grand Prix dla Auto Uniona i Mercedesa. Później do tej grupy dołączył były kolarz Werner Miethe, a także Hermann Holbein, który jednak szybko odszedł ze spółki.
W tym czasie Niemcy znajdowały się pod aliancką okupacją i tylko w strefie francuskiej urzędnicy pozwolili Loofowi na założenie firmy produkującej samochody. Dietrich, dysponujący dobrymi kontaktami we Francji, nazwał ją po francuskiej firmie Bureau Veritas, zajmującej się klasyfikacją statków. Francuska administracja przyznała Veritasowi starą fabrykę we wsi Hausen am Andelsbach k. Meßkirch. Veritas rozpoczął działalność w marcu 1947 roku. Początkowo produkcja firmy bazowała na przedwojennych BMW 328.

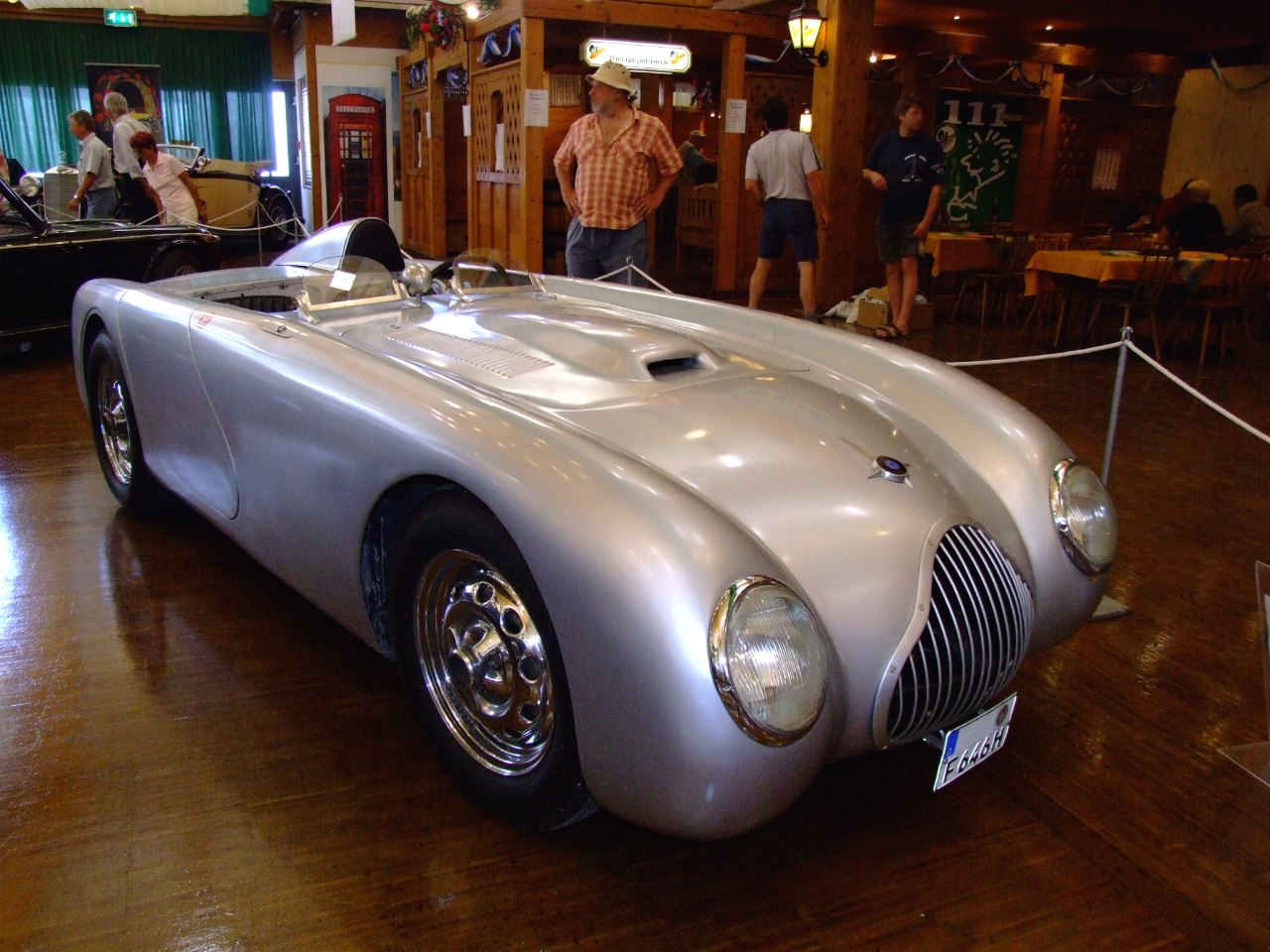
Veritas RS

Na przełomie 1947 i 1948 roku siedziba firmy została przeniesiona do Meßkirch. W tym czasie Veritas wyprodukował model RS. Nadwozie tego modelu było oparte na kratownicy przestrzennej o wadze 36 kg i pokryte opływową karoserią. Zawieszenie pochodziło od BMW 328, podobnie jak półtora- lub dwulitrowy silnik. Był to pionierski projekt w Niemczech, jako że w tamtych czasach samochody wyścigowe opierały się na przedwojennych projektach. W wyścigu na Hockenheimringu ścigający się Veritasami w klasie 2000 cm³ Karl Kling i Ralph Roese zdominowali całą stawkę. Na Hockenheimringu pojawił się także RS z silnikiem BMW z trzema wałkami rozrządu, dysponującym 140 KM mocy. Samochód ten wystawiony został w klasie Formuły Libre, w której rywalizowały znacznie mocniejsze samochody doładowane, i za sprawą Meiera wygrał ją. Mimo to później okazało się, że ten typ samochodu jest wolniejszy od samochodu z konwencjonalnym silnikiem 2.0. Z kolei w latach 1948–1949 Kling zdominował niemieckie wyścigi w klasie 2.0, korzystając z samochodu zbudowanego przez siebie we współpracy z Veritasem. Natomiast w 1949 roku w klasie 1.5 najlepszy był Helm Glöckler ścigający się Veritasem.

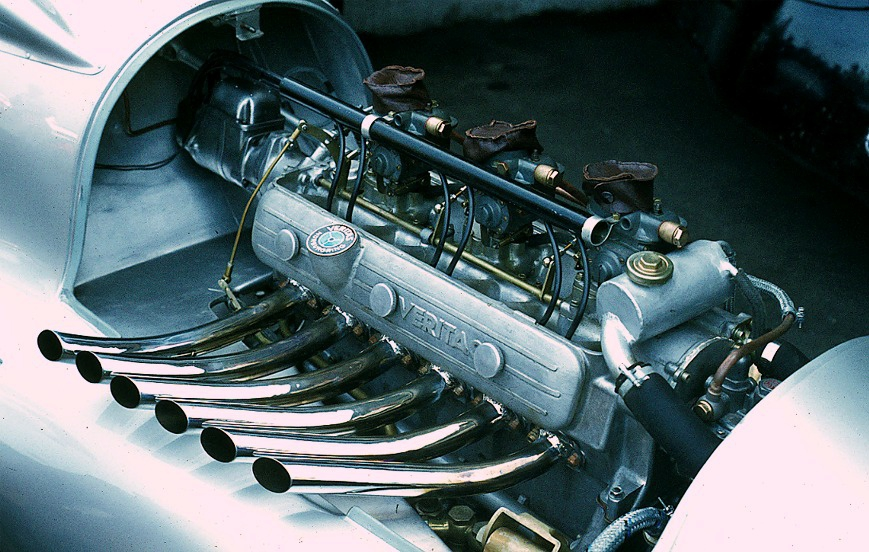
Silnik Meteor

Dzięki sukcesom w wyścigach samochodów sportowych Veritas powziął plany budowy samochodu Formuły 2. Ukończenie tego modelu opóźniało się ze względu na fakt, że niemiecka firma nie była w stanie znaleźć odpowiedniego silnika; w trakcie rundy wyścigów górskich w Eggberg w 1948 roku, po zainstalowaniu 2,3-litrowego silnika Bugatti, w kokpicie samochodu brakło miejsca na nogi kierowcy. Ten egzemplarz został sprzedany później Alexandrowi Orleyowi, który wyposażył go w silnik BMW bądź Meteor i wystawiał w różnych zawodach pod nazwą Orley Special albo Todd Special. W związku z tym niepowodzeniem Veritas postanowił zamontować w swoim samochodzie Formuły 2 silnik własnej konstrukcji. Silnik taki został zaprojektowany przez Loofa, a jego seryjnej produkcji podjął się Heinkel. Ta jednostka R6, nazwana Meteor, miała pojedynczy wałek rozrządu w głowicy zamiast skomplikowanego systemu BMW, a wyposażona w trzy gaźniki dolnossące była wysoka, co owocowało wysoka pokrywą silnika z centralnym wlotem powietrza.
Budowa nowego silnika Meteor oznaczała dalsze opóźnienia w budowie jednomiejscowego samochodu Veritas, dlatego też tacy kierowcy jak Toni Ulmen korzystali z konwencjonalnych samochodów RS. Były one jednak niezawodne i bardzo szybkie, szczególnie na szybkich torach, takich jak Hockenheim lub Grenzlandring. Zaowocowało to tytułem dla Ulmena, co oznaczało jednocześnie, że w 1949 roku Veritas zdobył tytuły we wszystkich trzech klasach, w których startował.

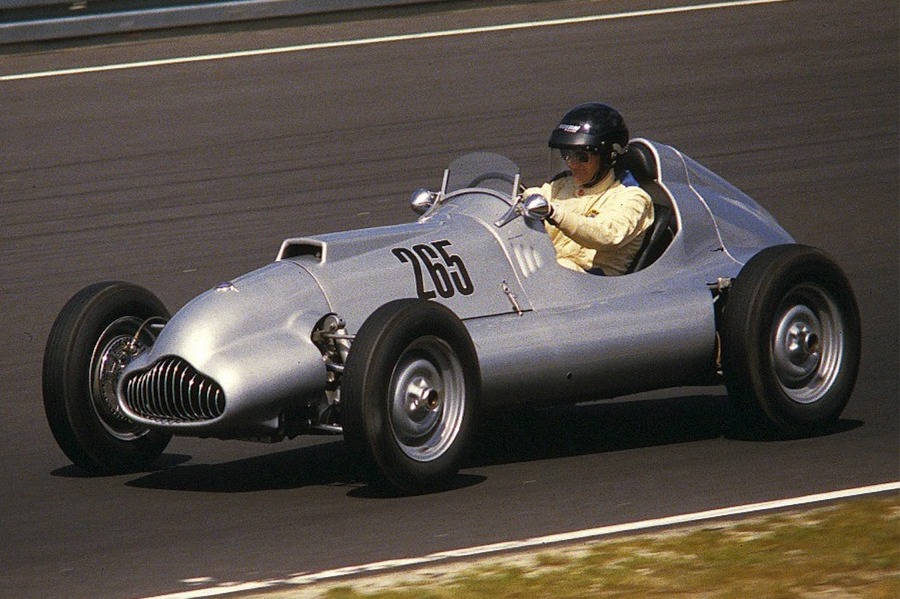
Veritas Meteor

Pod koniec 1949 roku, podczas wyścigu w Kolonii, zadebiutował Veritas Meteor. W początkowej fazie wyścigu jego kierowca, Karl Kling, walczył o prowadzenie z Hansem Stuckiem na AFM, ale później wypadł z toru, a za próbę odpalenia samochodu na popych został zdyskwalifikowany. W późniejszej części wyścigu odpadł także Stuck i zwycięstwo odniósł Ulmen.

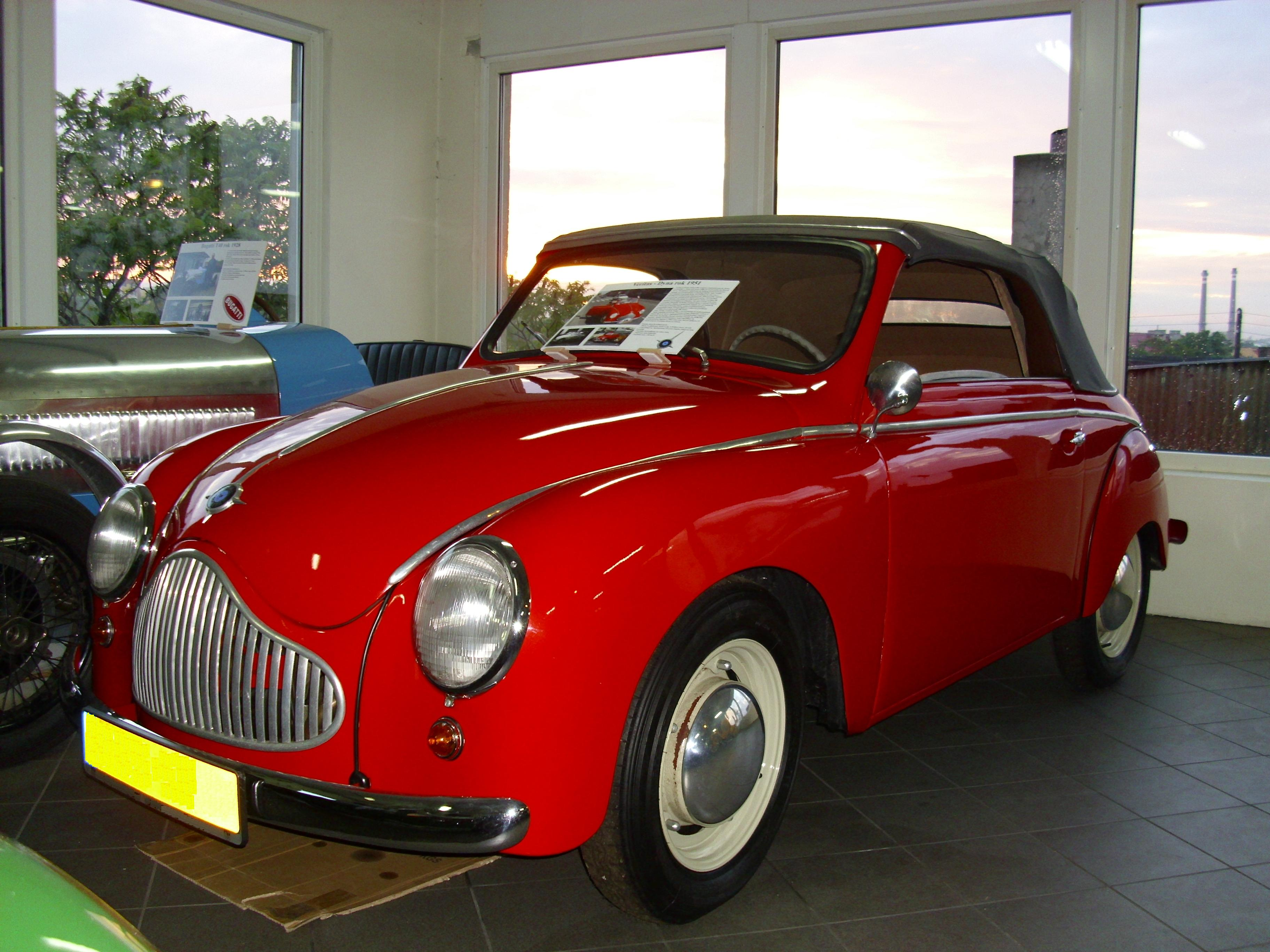
Dyna-Veritas

W tym czasie Veritas uruchomił seryjną produkcję drogowej wersji modelu RS, będącego ówcześnie najmocniejszym i najdroższym niemieckim samochodem. Ponadto firma podpisała umowę z Panhardem na licencyjną produkcję małego samochodu Dyna pod nazwą Dyna-Veritas. Te aktywności nadszarpnęły ograniczone zasoby małej firmy, która zaczęła mieć problemy finansowe.
Na początku 1950 roku zniesiony został zakaz uczestnictwa niemieckich samochodów i kierowców w zagranicznych wyścigach, co otworzyło przed Veritasem nowe możliwości finansowe, jako że niemiecka gospodarka powojenna nadal była bardzo słaba. Niemiecka opinia publiczna po sukcesach Veritasa w 1949 roku widziała w firmie następcę Mercedesa i Auto Uniona, którzy zdominowali wyścigi Grand Prix przed II wojną światową. W związku z tym Veritas otrzymał dość znaczną liczbę zamówień na ich nowy samochód Formuły 2. Peter Hirt, Paul Glauser i J.M. Marcy zamówili trzy Meteory i próbowali następnie założyć szwajcarski zespół.
Toni Ulmen w 1950 roku korzystał z wersji RS przerobionej na samochód Formuły 2. Na szybkich torach kierowca ten korzystał ze specjalnych, opływowych wersji (streamliner). Korzystając z jednej z takich wersji Ulmen zajął trzecie miejsce w wyścigu w Erlen, ustępując dwom Ferrari, a wyprzedzając cztery Gordini. W niektórych źródłach nazwa tego samochodu figuruje jako Veritas Spezial. Z drugiej strony Veritas wyraźnie przegrał z AFM w wyścigu Eifelrennen, mimo wystawienia czterech samochodów (dla T. Ulmena, H. Langa, H. Jägera i K. Klinga). W wyścigu tym Kling, niezadowolony ze standardowego samochodu, wystartował pojazdem w wersji streamliner; karoseria tego samochodu została wyprodukowana przez Hebmüller. Był to jednocześnie pierwszy kliencki Veritas Meteor w Niemczech.
W Grand Prix Niemiec na Nürburgringu w Meteorach pojawili się Lang, Kling, Hirt, Glauser, Marcy i Paul Pietsch. Jednakże żaden z nich nie dojechał do mety, a pięciu kierowców nie przejechało nawet połowy dystansu. Toni Ulmen w swoim specjalnym Veritasie był czwarty z okrążeniem straty do zwycięzcy. Kling zdołał wygrać natomiast wyścig na Grenzlandringu. Veritas ponownie okazał się najlepszy w Niemczech w klasach 1.5 i 2.0; tytuły zdobyli odpowiednio Paul Pietsch i Fritz Riess.

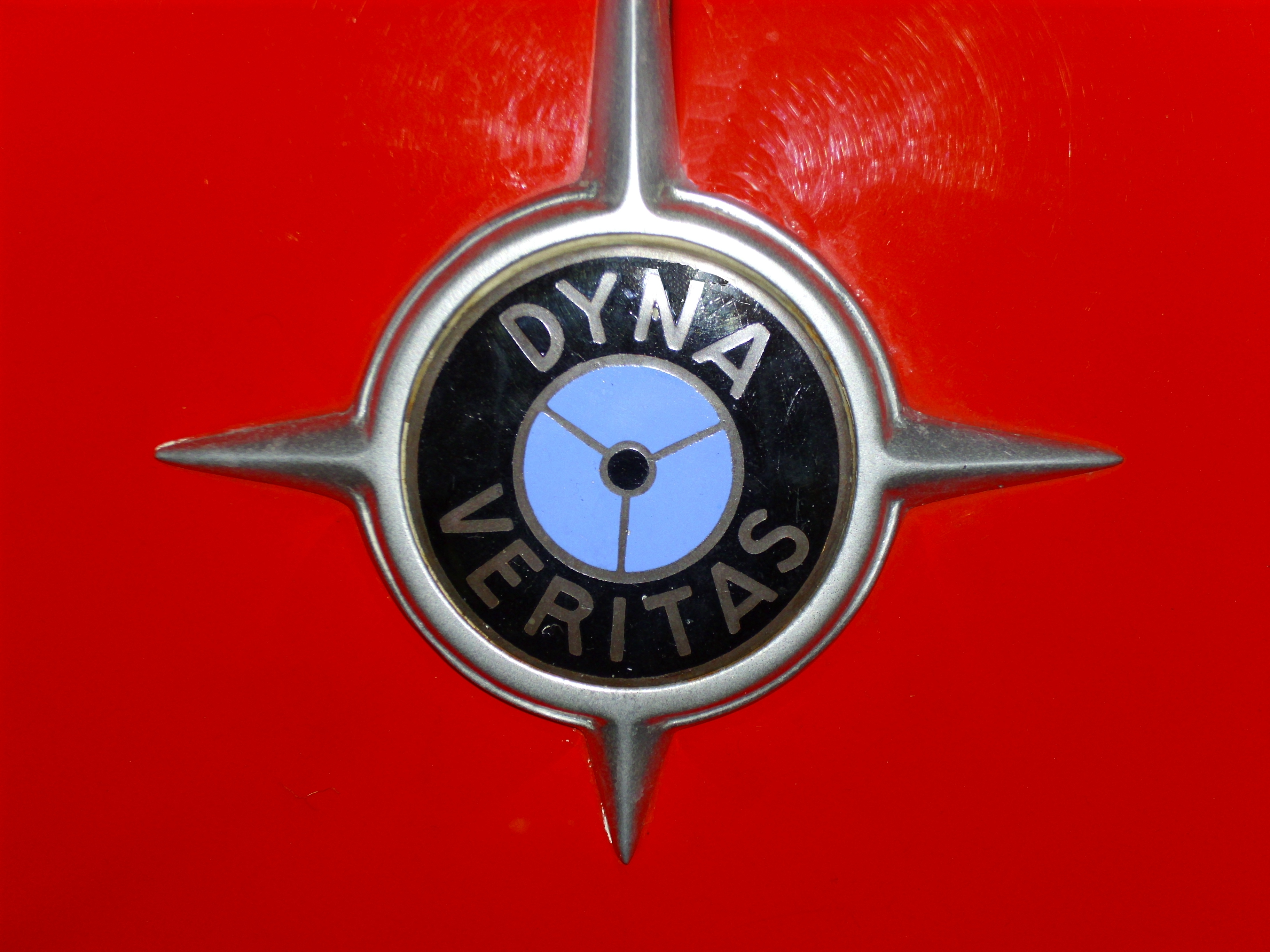
Logo Dyna-Veritas

Sukcesy w Niemczech i niepowodzenia w zagranicznych wyścigach w 1950 roku wynikały stąd, że zamiast koncentrować się na rozwoju i realizacji zamówień klientów, Loof wydawał otrzymane pieniądze na podjęcie seryjnej produkcji samochodów drogowych. Zmienił on także lokalizację, przenosząc firmę do fabryki w Muggensturm. Gdy klienci wyrażali zniecierpliwienie, samochody były szybko składane, w efekcie czego brakowało im wykończenia i niezawodności. Było to szczególnie widoczne na tle międzynarodowej konkurencji, co z kolei drastycznie zmniejszyło reputację marki i liczbę zamówień. W listopadzie 1950 roku Veritas zbankrutował i został zamknięty. Po upadku firmy jej założyciele rozeszli się i Lorenz Dietrich przeniósł się do Baden-Baden, gdzie założył firmę Dyna. Kontynuowała ona w ograniczonej formie produkcję samochodu Dyna-Veritas.
W 1951 roku Loof wynajął dawne garaże Auto Uniona na Nürburgringu i próbował kontynuować produkcję samochodów drogowych pod marką Veritas-Nürburgring. Samochody te zostały zbudowane wokół udoskonalonej wersji silnika Meteor (nadal produkowanego w fabryce Heinkel), ale zbudowano jedynie dwadzieścia ich sztuk, zanim firma ponownie upadła.
W tych okolicznościach klienci firmy otrzymywali od niej bardzo ograniczone wsparcie. Paul Pietsch zakwalifikował się w połowie stawki w Grand Prix Monzy na początku sezonu 1951, ale nie ukończył tego wyścigu. Peter Hirt natomiast był pierwszym kierowcą, który wystawił samochód Veritas w Mistrzostwach Świata Formuły 1. Miało to miejsce w Grand Prix Szwajcarii 1951, ale i on nie dojechał do mety. Największym sukcesem marki w Formule 2 był wyścig Eifelrennen w tym samym roku. Przed wyścigiem nieprawdą okazało się, jakoby udział w nim miał wziąć fabryczny zespół Ferrari z Luigi Villoresim i Alberto Ascarim. W tych okolicznościach Pietsch rywalizował głównie z krajowymi rywalami i objął prowadzenie na pierwszym okrążeniu. Pietsch wygrał wyścig mimo uszkodzonej skrzyni biegów oraz faktu, że na początku rywalizacji z jego samochodu odpadła tylna część karoserii. Pietsch jechał także w czołówce wyścigu Avusrennen, ale wycofał się z powodu awarii. Pietsch wygrał ponadto zawody w Schauinsland, wyprzedzając Hansa Stucka i Stirlinga Mossa, a zdobywając piąte miejsce na Grenzlandringu zapewnił sobie tytuł mistrza Niemiec. Podobne osiągnięcie odnotował Toni Ulmen w klasie 2.0. Z drugiej strony w klasie 1.5 kierowcy Veritas nie odnieśli ani jednego zwycięstwa, a tytuł zdobył Helm Glöckler w Porsche. Ponadto Karl Kling był coraz bardziej zaangażowany w powrót Mercedesa do sportów motorowych i sprzedał swojego Veritasa Hansowi Klenkowi. Klenk był piąty w Eifelrennen, wygrał także wyścig Mistrzostw NRD w Hellerau.
W 1952 roku Ulmen używał trzeciej wersji Veritasa, w której próbował wyeliminować wady nieporęcznej odmiany modelu RS. Kierowca zajął nim jedenaste miejsce w zawodach International Trophy. W sezonie tym Mistrzostwa Świata Formuły 1 odbywały się według regulaminu Formuły 2, co oznaczało, że wszyscy czołowi producenci, tacy jak Ferrari, Maserati, Gordini, Cooper czy HWM w pełni koncentrowali się na rozwoju nowych samochodów. Jako że w takiej sytuacji przestarzałe niemieckie projekty nie były konkurencyjne, Ulmen koncentrował się raczej na wyścigach samochodów sportowych. Mimo to wystawił on Veritasa w Grand Prix Niemiec, podobnie jak siedmiu innych kierowców. Po Grand Prix Niemiec Ulmen wystawił swój samochód w Mistrzostwach NRD na Sachsenringu, gdzie podczas treningu miał poważny wypadek. Wskutek tego wypadku samochód został poważnie uszkodzony, a wrak zakupił Hans Klenk, który go naprawił i wystawił w kilku wyścigach 1953 roku dla Hansa Herrmanna i Ernsta Lautenschlagera. W Mistrzostwach Niemiec Ulmen wygrał wyścig na Grenzlandringu i był drugi na torze AVUS, przegrywając tytuł na rzecz Riessa, który także ścigał się Veritasem RS. Na AVUS bardzo poważny wypadek miał Paul Pietsch. Pietsch nie zginął wprawdzie w tym wypadku, ale zaczął po nim rozważać wycofanie się z wyścigów. W wypadku Helmuta Niedermayra na Grenzlandringu zginęło natomiast 14 osób i jest to najtragiczniejszy wypadek w historii niemieckich sportów motorowych.
W roku 1953 klienci Veritas – Willi Heeks i Kurt Adolff – założyli zespół Renngemeinschaft Nürburgring, dla którego Loof wybudował dwa nowe samochody Formuły 2 oraz półtoralitrowy samochód sportowy. W Grand Prix Niemiec Adolff ścigał się Ferrari 500 w miejsce Rudi Fischera, natomiast Loof po raz pierwszy reprezentował własną markę w Mistrzostwach Świata Formuły 1, używając do tego celu samochodu w wersji streamliner. Loof odpadł na początku wyścigu, a Heeks w jego połowie. Wkrótce później firma Veritas zbankrutowała po raz drugi. Pozostałości zostały przejęte przez BMW, gdzie trafił też Loof.

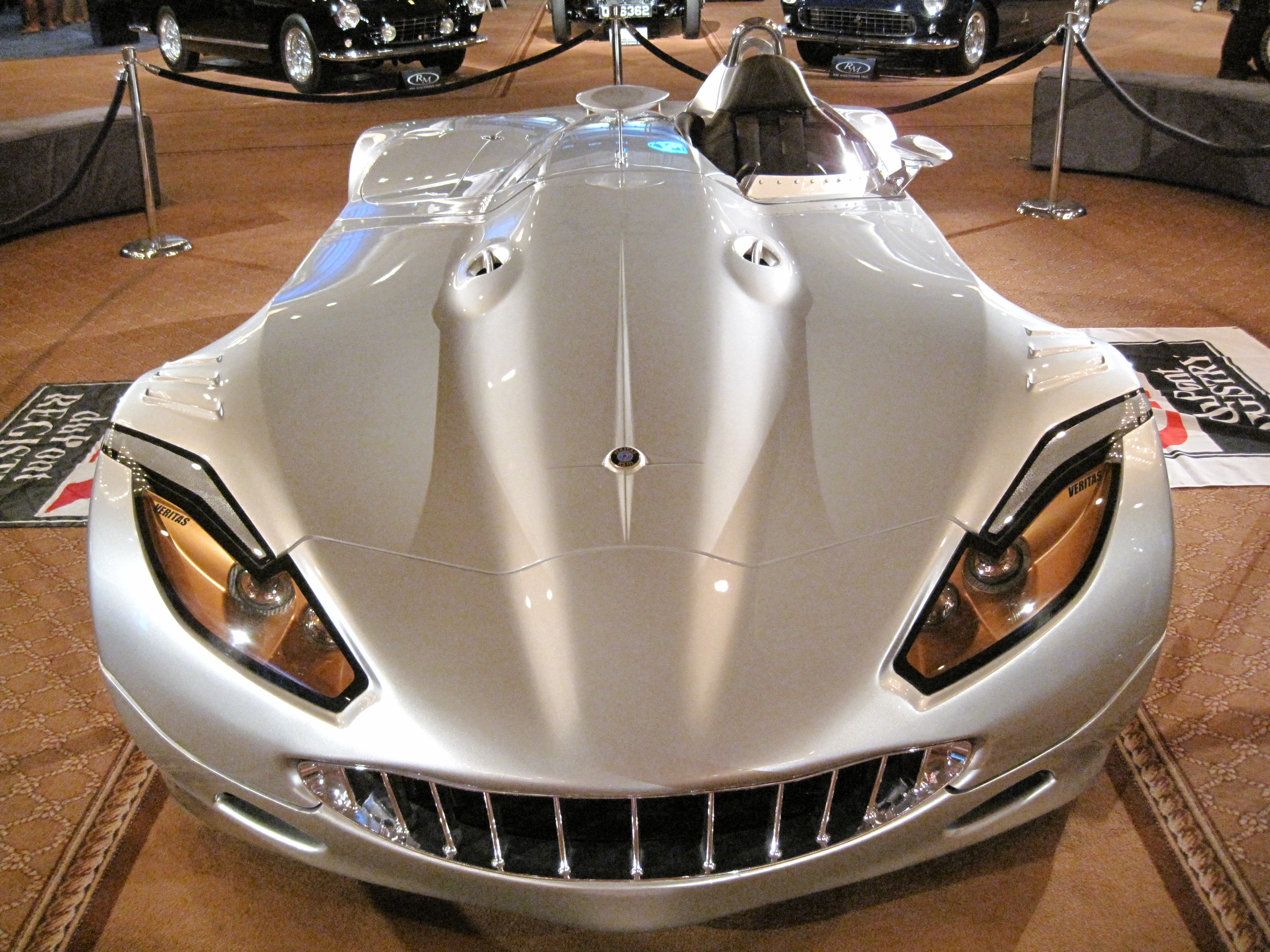
Veritas RS III

Na początku XXI wieku marka została wskrzeszona przez firmę Vermot AG. Firma ta w 2001 roku zaprezentowała prototyp o nazwie Veritas RS3. Wersja seryjna była napędzana silnikiem BMW V8 (480 KM) lub V10 (600 KM), i została wdrożona do produkcji w 2009 roku. Plany Vermot obejmowały wyprodukowanie około 50 sztuk rocznie.

## Wyniki w Formule 1
| Legenda oznaczeń w tabelach wyników Wyświetl szablon na nowej stronie | Legenda oznaczeń w tabelach wyników Wyświetl szablon na nowej stronie                                                                     |
| Oznaczenie                                                            | Wyjaśnienie |
| --------------------------------------------------------------------- | --- |
| Złoty                                                                 | Zwycięzca lub mistrzostwo |
| Srebrny                                                               | 2. miejsce lub wicemistrzostwo |
| Brązowy                                                               | 3. miejsce lub II wicemistrzostwo |
| Zielony                                                               | Ukończył, punktował (w klasyfikacji generalnej, gdy zdobył co najmniej jeden punkt na przestrzeni sezonu, poza trzema powyższymi opcjami) |
| Niebieski                                                             | Ukończył, nie punktował (w klasyfikacji generalnej, gdy nie zdobył co najmniej jednego punktu na przestrzeni sezonu)                      |
| Czerwony                                                              | Nie zakwalifikował się (NZ) |
| Czerwony                                                              | Nie prekwalifikował się (NPK) |
| Różowy                                                                | Nie ukończył (NU) |
| Różowy                                                                | Niesklasyfikowany (NS) (w klasyfikacji generalnej, gdy nie został sklasyfikowany w żadnym wyścigu sezonu)                                 |
| Czarny                                                                | Zdyskwalifikowany (DK) |
| Czarny                                                                | Wykluczony (WYK/EX) |
| Biały                                                                 | Nie wystartował (NW) |
| Biały                                                                 | Kontuzjowany (K/INJ) |
| Biały                                                                 | Wyścig odwołany (OD/C) |
| Bez koloru                                                            | Został wycofany (WYC/WD) |
| Bez koloru                                                            | Nie przybył (NP/DNA) |
| Bez koloru                                                            | Nie brał udziału w treningach (NT/DNP) |
| Bez koloru                                                            | Nie został zgłoszony (–) |
| Pogrubienie                                                           | Start z pole position |
| Kursywa                                                               | Najszybsze okrążenie wyścigu |
| †                                                                     | Nie ukończył, ale jego rezultat został zaliczony ze względu na przejechanie więcej niż 90% dystansu wyścigu.                              |
| *                                                                     | Sezon w trakcie |
| 1/2/3                                                                 | Punktowana pozycja w sprincie kwalifikacyjnym                                                                                             |
| Lista systemów punktacji Formuły 1                                    | |

| Sezon | Zespół              | Silnik  | Kierowcy        | Wyniki w poszczególnych eliminacjach | Wyniki w poszczególnych eliminacjach | Wyniki w poszczególnych eliminacjach | Wyniki w poszczególnych eliminacjach | Wyniki w poszczególnych eliminacjach | Wyniki w poszczególnych eliminacjach | Wyniki w poszczególnych eliminacjach | Wyniki w poszczególnych eliminacjach | Wyniki w poszczególnych eliminacjach | Wyniki kierowców | Wyniki kierowców | Wyniki konstruktora | Wyniki konstruktora |
| 1951  |                     |         |                 | Szwajcaria                           | Stany Zjednoczone                    | Belgia                               | Francja                              | Wielka Brytania                      | Niemcy                               | Włochy                               |                                      |                                      | Pkt.             | Msc.             | Pkt.                | Msc.                |
| ----- | ------------------- | ------- | --------------- | ------------------------------------ | ------------------------------------ | ------------------------------------ | ------------------------------------ | ------------------------------------ | ------------------------------------ | ------------------------------------ | ------------------------------------ | ------------------------------------ | ---------------- | ---------------- | ------------------- | ------------------- |
| 1951  | Peter Hirt          | Veritas | Peter Hirt      | NU                                   | -                                    | -                                    | -                                    | -                                    | -                                    | -                                    | -                                    |                                      | 0                | NS               | –                   | –                   |
| 1952  |                     |         |                 | Szwajcaria                           | Stany Zjednoczone                    | Belgia                               | Francja                              | Wielka Brytania                      | Niemcy                               | Holandia                             | Włochy                               |                                      | Pkt.             | Msc.             | Pkt.                | Msc.                |
| 1952  | Arthur Legat        | Veritas | Arthur Legat    | -                                    | -                                    | NS                                   | -                                    | -                                    | -                                    | -                                    | -                                    |                                      | 0                | NS               | –                   | –                   |
| 1952  | Motor Presse Verlag | Veritas | Paul Pietsch    | -                                    | -                                    | -                                    | -                                    | -                                    | NU                                   | -                                    | -                                    |                                      | 0                | NS               | –                   | –                   |
| 1952  | Hans Klenk          | Veritas | Hans Klenk      | -                                    | -                                    | -                                    | -                                    | -                                    | 11                                   | -                                    | -                                    |                                      | 0                | 51               | –                   | –                   |
| 1952  | Toni Ulmen          | Veritas | Toni Ulmen      | NU                                   | -                                    | -                                    | -                                    | -                                    | -                                    | -                                    | -                                    |                                      | 0                | 38               | –                   | –                   |
| 1952  | Toni Ulmen          | BMW     | Toni Ulmen      | -                                    | -                                    | -                                    | -                                    | -                                    | 8                                    | -                                    | -                                    |                                      | 0                | 38               | –                   | –                   |
| 1952  | Fritz Riess         | BMW     | Fritz Riess     | -                                    | -                                    | -                                    | -                                    | -                                    | 7                                    | -                                    | -                                    |                                      | 0                | 29               | –                   | –                   |
| 1952  | Theo Helfrich       | BMW     | Theo Helfrich   | -                                    | -                                    | -                                    | -                                    | -                                    | NU                                   | -                                    | -                                    |                                      | 0                | NS               | –                   | –                   |
| 1952  | Adolf Brudes        | BMW     | Adolf Brudes    | -                                    | -                                    | -                                    | -                                    | -                                    | NU                                   | -                                    | -                                    |                                      | 0                | NS               | –                   | –                   |
| 1952  | Josef Peters        | BMW     | Josef Peters    | -                                    | -                                    | -                                    | -                                    | -                                    | NU                                   | -                                    | -                                    |                                      | 0                | NS               | –                   | –                   |
| 1953  |                     |         |                 | Argentyna                            | Stany Zjednoczone                    | Holandia                             | Belgia                               | Francja                              | Wielka Brytania                      | Niemcy                               | Szwajcaria                           | Włochy                               | Pkt.             | Msc.             | Pkt.                | Msc.                |
| 1953  | Arthur Legat        | Veritas | Arthur Legat    | -                                    | -                                    | -                                    | NU                                   | -                                    | -                                    | -                                    | -                                    | -                                    | 0                | NS               | –                   | –                   |
| 1953  | Wolfgang Seidel     | Veritas | Wolfgang Seidel | -                                    | -                                    | -                                    | -                                    | -                                    | -                                    | 16                                   | -                                    | -                                    | 0                | 61               | –                   | –                   |
| 1953  | Willi Heeks         | Veritas | Willi Heeks     | -                                    | -                                    | -                                    | -                                    | -                                    | -                                    | NU                                   | -                                    | -                                    | 0                | NS               | –                   | –                   |
| 1953  | Theo Helfrich       | Veritas | Theo Helfrich   | -                                    | -                                    | -                                    | -                                    | -                                    | -                                    | 12                                   | -                                    | -                                    | 0                | 50               | –                   | –                   |
| 1953  | Oswald Karch        | Veritas | Oswald Karch    | -                                    | -                                    | -                                    | -                                    | -                                    | -                                    | NU                                   | -                                    | -                                    | 0                | NS               | –                   | –                   |
| 1953  | Ernst Loof          | Veritas | Ernst Loof      | -                                    | -                                    | -                                    | -                                    | -                                    | -                                    | NU                                   | -                                    | -                                    | 0                | NS               | –                   | –                   |
| 1953  | Hans Herrmann       | Veritas | Hans Herrmann   | -                                    | -                                    | -                                    | -                                    | -                                    | -                                    | 9                                    | -                                    | -                                    | 0                | 41               | –                   | –                   |
| 1953  | Erwin Bauer         | Veritas | Erwin Bauer     | -                                    | -                                    | -                                    | -                                    | -                                    | -                                    | NU                                   | -                                    | -                                    | 0                | NS               | –                   | –                   |